# Pronino
Pronino (en rus: Пронино) és un poble de l'óblast de Leningrad, a Rússia, pertany al districte rural de Boksitogorski. El 2017 tenia un sol habitant.